# 成都军区对越轮战
成都军区对越轮战，是两山战役中由中国人民解放军成都军区所属部队（主要是陆军第十三集团军）承担老山一线防御任务的一系列战斗汇总。

## 背景
1988年4月30日，成都军区陆军第十三集团军进入战区，接替陆军第二十七集团军所属部队防务。1989年5月和10月分两批撤离。1989年10月31日，成都军区守备第一师部分部队配属第四十师部分兵力，接替陆军第十三集团军所属部队老山战区对越防御作战任务。

### 解放军序列
- 成都军区
  - 陆军第十三集团军，军长陈世俊、政委艾维仁、副军长朱成友、副政委陈培忠
    - 摩托化步兵第三十七师，师长陈知建
    - 步兵第三十八师
    - 陆军第十三集团军炮兵旅
    - 工兵团
    - 电子对抗营

## 主要战斗
13集团军参与轮战时，中越边境冲突已经接近尾声，13集团军基本没有较大规模的拔点出击作战，其作战大部分是侦察大队的侦察行动。越军也没有再发动连规模以上的攻势。
1990年2月13日凌晨，越军以一个排的兵力对中方B64，66号阵地实施偷袭。结果又被中方击退。中方伤一人，越军两死一重伤。这是中越十年轮战的最后一战。

## 后续
1990年2月15日，13集团军根据中央军委指示将防线收缩回1887年中越《续议界务专条》中的中方领土内，放弃的阵地全部予以摧毁并且埋设大量爆炸物，后续的防御任务交由云南省军区边防第15团。
成都军区轮战是各大军区轮战中时间最长的，达1年又9个月共656天。但由于接手阵地时越方已经不再发动大规模攻势，故虽然时间最长，歼灭越军数量却是各军区轮战中最少的。